# 及川祥平
及川 祥平（おいかわ しょうへい、1983年（昭和58年） - ）は、日本の民俗学者。成城大学文芸学部准教授。博士（文学）。専門は人神信仰、偉人顕彰。

## 来歴
北海道に生まれる。2005年、成城大学文芸学部文化史学科卒業。2007年、成城大学大学院文学研究科日本常民文化専攻修了。2012年、成城大学大学院文学研究科日本常民文化専攻博士課程単位取得退学。2015年、「死者表象の民俗学的研究 神格化と偉人化という視点から」で成城大学博士（文学）。2016年、川村学園女子大学文学部日本文化学科専任講師。2018年、成城大学文芸学部文化史学科専任講師。

## 業績
これまで非業の死者の祟りを鎮めるための人の神格を起源とされ研究されてきた人を神に祀る風習を批判し、それとは異なる「過去のある時代を生きた具体的な一人の個人にすぎないある死者を、一定の価値基準に基づきつつ、そのパーソナリティにすぐれたなにかを読み込み、当該人物が群を抜いた人物であると記憶化／想起された結果発生する人物表象の形式」を偉人と規定し研究した。

## 著書
- 『偉人崇拝の民俗学』勉誠出版、2017
- 『心霊スポット考――現代における怪異譚の実態』アーツアンドクラフツ、2023

## 論文
- 「「現代伝説」をめぐって メディアの影響を視座に」『常民文化』29、2006
- 「くだん考 近代「くだん」イメージの再検討」『世間話研究』17、2007
- 「『人類学雑誌』考 民俗学の揺籃期」（曽我部一行・今野大輔との共同執筆）『成城文藝』201、2007
- 「近世絵画史料の分析を通して見る「くだん」 「託宣型かわら版」とのかかわりを視座に」『常民文化』31、2008
- 「武田信玄伝説の予備的考察 「甲斐伝説集」と「山梨県の武田氏伝説」に見る樹木伝説の分析から」『常民文化』32、2009
- 「佐原祭礼の変容 山車の維持・修理の分析を通して」松崎憲三編『小京都と小江戸 「うつし」文化の研究』岩田書院、2010
- 「「ゆかり」の人物にちなむ祭礼 茅ヶ崎市の大岡越前祭を事例に」『グローカル研究センターワーキングペーパーシリーズ』5、2010
- 「近代の贈位と人物顕彰をめぐる基礎的考察 新聞資料の分析から」小島孝夫編『地域社会・地方文化再編の実態』成城大学民俗学研究所グローカル研究センター、2010
- 「武田信玄祭祀史考 近世・近代を中心に」『日本民俗学』268、2011
- 「『歴史上の人物』をめぐる想起と語り マスメディアと性差という視角から」『史潮』72、2012
- 「四十七士の祭祀・顕彰とその教育資源化 赤穂市における状況を中心に」松崎憲三編『人神信仰の歴史民俗学的研究』岩田書院、2014
- 「祭礼的なる場における歴史表象と偉人表象 山梨県下の祭礼・イベントにおける状況を中心に」『信濃』67（1）、2015
- 「地域史を根拠とする自治体間交流の諸相 交流締結経緯の分析から」『グローカル研究』3、2016
- 「信仰体験談にみる生駒聖天信仰 『歓喜』収録記事を素材として」松崎憲三・山田直巳編『霊山信仰の地域的展開 死者供養の山と都市近郊の霊山』岩田書院、2018
- 「義経信仰をめぐる予備的考察 北海道平取町の義経神社を事例に」松崎憲三先生古稀記念論集編集委員会編『民俗的世界の位相 変容・生成・再編』慶友社、2018
- 「ドイツ語圏民俗学の日常学化をめぐって その経緯と意義」（クリスチャン・ゲーラットとの共同執筆）『日常と文化』6、2018

## 賞歴
- 2018年 - 日本民俗学会研究奨励賞：『偉人崇拝の民俗学』[3][4]